# Camilla Malmquist Harket
Camilla Malmquist Harket, född 3 oktober 1963, är en svensk skådespelerska och sångerska. Hon har spelat med i TV-serier och filmer såsom Lycka till och Xerxes. Hon släppte ett skivalbum 1997 med titeln First Breath. Mellan 1989 och 1998 var hon gift med Morten Harket. Tillsammans har de tre barn, däribland dottern Tomine, som är aktiv inom musikbranschen.